# 学校法人河合塾学園
学校法人河合塾学園（がっこうほうじんかわいじゅくがくえん）は、愛知県名古屋市千種区に本部を置く学校法人。

## 概要
大手予備校河合塾の関連法人で、1978年（昭和53年）9月11日に学校法人河合塾より分離新設されたものである。
学校法人河合塾が小・中・高生向けの予備校などを運営するのに対し、河合塾学園は幼児教室や幼稚園、専門学校トライデントの運営を行なっている。

## 沿革
学校法人河合塾
- 1955年（昭和30年）3月14日 - 愛知県の認可を受け学校法人河合塾が創立。
- 1970年（昭和45年）4月1日 - 真貴幼稚園を開園。
  - 8月 - 英才教育研究所（現・ドルトンスクール）を新設。
  - 名古屋英会話センターを新設。
- 1973年（昭和48年） - 名古屋英会話センターを改編し、名古屋外国語学校（現・トライデント外国語・ホテル・ブライダル専門学校）を開設。
- 1976年（昭和51年）3月 - アメリカニューヨークのドルトン・スクールと提携し、英才教育教育所を河合塾ドルトン研究所に改称。
  - 名古屋外国語専門学校が愛知県より専修学校の認可を受ける。

学校法人河合塾学園
- 1978年（昭和53年）9月11日 - 学校法人河合塾より分離新設。
- 1982年（昭和57年）1月 - 河合塾ドルトン研究所は河合塾ドルトンスクールに改称。
- 1984年（昭和59年） - 名古屋情報処理専門学校（現・トライデントコンピュータ専門学校）を開校。
- 1986年（昭和61年） - 名古屋外国語専門学校は、トライデントスクール オブ ランゲージに改称。また、名古屋情報専門学校はトライデントスクール オブ インフォメーションテクノロジーに改称。
  - トライデントスクール オブ マネジメントを開設。
- 1989年（平成元年） - トライデントスクール オブ デザイン（現・トライデントデザイン専門学校）を開設。
- 1999年（平成11年） - トライデントスクール オブ ホテル・サービス事業専門学校（現・トライデントビューティ・ブライダル専門学校）およびトライデント スポーツ健康科学専門学校（現・トライデントスポーツ医療看護専門学校）を開校。また、名古屋情報処理専門学校はトライデントコンピュータ専門学校に改称。
- 2002年（平成14年）4月 - ドルトンスクール名古屋が各種学校の認可を受ける。
- 2007年（平成19年） - トライデント スポーツ健康科学専門学校はトライデントスポーツ医療看護専門学校に改称。
- 2010年（平成22年）3月 - トライデントコンピュータ専門学校大阪が閉校。
  - トライデント外国語専門学校、トライデントホテル・サービス事業専門学校およびトライデントスポーツ医療科学専門学校は、それぞれトライデント外国語・ホテル専門学校、トライデントビューティ・ブライダル専門学校、トライデントスポーツ医療看護専門学校に改編・改称。
- 2011年（平成23年）4月 - ドルトンスクール東京が各種学校の認可を受ける。
- 2015年（平成27年） - 「トライデント外国語・ホテル専門学校」から「トライデント外国語・ホテル・ブライダル専門学校」に校名変更
- 2016年（平成28年） - 前理事長河合弘登の後任として河合英樹が就任[1]。

## 設置校
幼児教育事業
幼稚園
- 真貴幼稚園

各種学校
- ドルトンスクール東京
- ドルトンスクール名古屋

専門学校事業
- トライデント外国語・ホテル・ブライダル専門学校
- トライデントコンピュータ専門学校
- トライデントデザイン専門学校

過去の設置校
- トライデントコンピュータ専門学校大阪
- トライデントスポーツ医療看護専門学校